# Hornslet Sogn
Hornslet Sogn er et sogn i Syddjurs Provsti (Århus Stift).
Hornslet Sogn hørte til Øster Lisbjerg Herred i Randers Amt. Hornslet sognekommune blev ved kommunalreformen i 1970 indlemmet i Rosenholm Kommune, som ved strukturreformen i 2007 indgik i Syddjurs Kommune.
I Hornslet Sogn ligger Hornslet Kirke og Rosenholm Slotskapel.
I sognet findes følgende autoriserede stednavne:
- Assenbakke (areal)
- Damsgård (bebyggelse)
- Eskerod (bebyggelse, ejerlav)
- Flinthøj (areal)
- Frankrig (bebyggelse)
- Gammelby (bebyggelse)
- Havhuse (bebyggelse, ejerlav)
- Hestehave (areal)
- Hornbjerg (areal)
- Hornslet (bebyggelse, ejerlav)
- Hornslet Mose (areal)
- Højholt (areal)
- Krajbjerg (bebyggelse, ejerlav)
- Krajbjerg Hede (bebyggelse)
- Mølleeng (areal)
- Rodskov (bebyggelse, ejerlav)
- Rosenholm Slot (ejerlav, landbrugsejendom)
- Rosenholm Skov (areal)
- Savmølle Skov (areal)
- Sophie-Amaliegård Skov (areal, ejerlav)
- Tendrup (bebyggelse, ejerlav)
- Tendrup Mark (bebyggelse)
- Viekær (areal)